# ラルフ・ヴォタペック
ラルフ・ヴォタペック（Ralph Votapek, 1939年 - ）は、アメリカのウィスコンシン州ミルウォーキー生まれのピアニスト。

## 略歴
9歳の頃からウィスコンシン音楽院で学ぶ、その後ノースウェスタン大学、マンハッタン音楽学校、ジュリアード音楽院などで学ぶ。ピアノはロジーナ・レヴィーンに師事する。
1956年、17歳の時にガーシュウィンの『ラプソディ・イン・ブルー』を、同曲初演指揮者のポール・ホワイトマンの指揮で演奏する。
1962年、第1回ヴァン・クライバーン国際ピアノコンクールで優勝した。その後演奏活動をするかたわら、ミシガン州立大学でピアノの教授を36年間務める。またこの間多くのピアノ国際コンクールの審査員も務める。
アール・ワイルドやアーサー・フィードラーといったアメリカ楽壇の名匠と親交があり、フィードラー最晩年の録音であるガーシュウィンの『ラプソディ第2番』にもソリストとして参加した。
現在、主に北米および南米での演奏活動を行っている、アメリカの著名なピアニストのひとりである。1997年に初来日している。
20世紀のピアノ音楽、特にフランス、スペイン、そしてアメリカ音楽に定評があり、それらのいくつかはIvory Classics等でレコーディングもされている。